# حضارة فلاردنجن

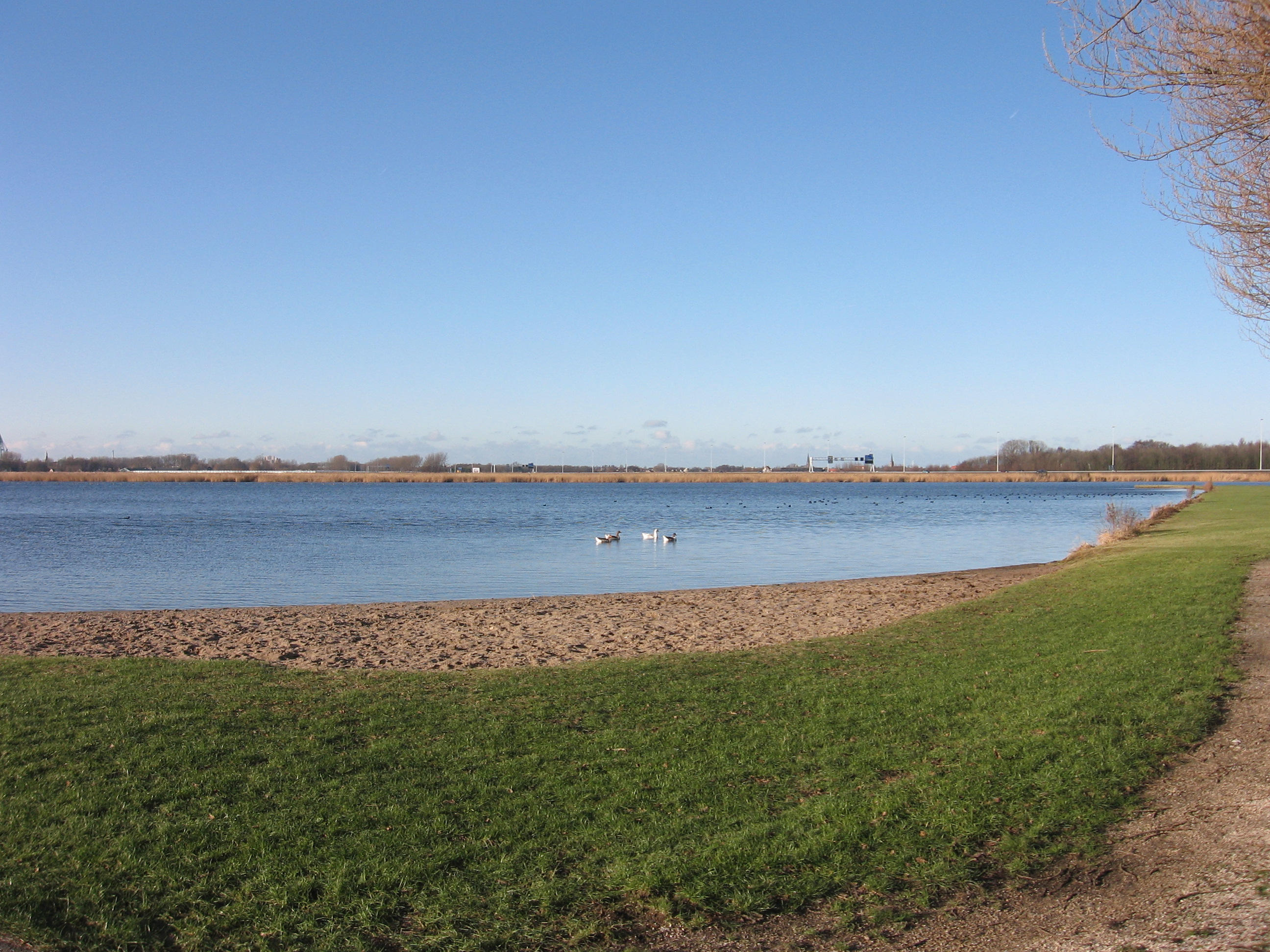

حضارة فلاردنجن كانت حضارة أثرية حوالي وسط وآخر العصر الحجري الحديث في ما هو الآن في المنطقة الساحلية لغرب هولندا. وقد وجد علماء الآثار عام 1958 في فلاردينجن، وهي مدينة قرب روتردام، أشياء من الفترة ما بين 3500 ق.م و2500 ق.م أكدت أنها حضارة منفصلة. وقد صنعت الأواني من الخشب والعظام، كما عثر على فئوس حجرية صغيرة مصقولة، والتي يبدو أنها نشأت من بلجيكا. كما عثر أيضاً على إبر وبقايا قارب بدائي.